# George Rogers Clark
George Rogers Clark (Charlottesville, 19 novembre 1752 – Louisville, 13 febbraio 1818) è stato un generale statunitense, eroe della guerra d'indipendenza.

## Biografia
Clark nacque nel 1752 da una famiglia modesta. George aveva 9 fratelli tra cui William Clark più giovane di lui di 18 anni e futuro eroe della Spedizione di Lewis e Clark. Inizia la propria carriera come esploratore ed agrimensore, esplorando territori del futuro Kentucky che verranno all'epoca annessi allo Stato della Virginia. Di indole coraggiosa, durante la sua permanenza alla frontiera si convince che gli attacchi dei nativi alle carovane dei pionieri nascondono in realtà la mano degli inglesi, alloggiati presso un forte lungo il fiume Ohio. Convinto che occorresse conquistarlo per porre fine al loro potere convince il governatore della Virginia a dargli forze sufficienti e viene quindi nominato tenente-colonnello con il permesso di reclutare truppe.
La spedizione, composta da 175 uomini, arriva fin dove oggi sorge St. Louis, nell'estate del 1778. Nel febbraio dell'anno successivo i forti inglesi erano stati conquistati, ponendo gran parte dei territori del Nord-Ovest sotto il controllo americano.
Gli anni seguenti li passa a distruggere vari insediamenti di nativi, per poter avere sempre più terra da dare al governo della Virginia, e a costruire fortini per mantenere le posizioni conquistate. Lo Stato che aveva servito non gli riconoscerà mai nessuna ricompensa se non diversi acri di terra, non rifondendolo mai delle somme spese di tasca propria per finanziare le campagne militari. Nel 1793 gli venne offerta la possibilità di studiare una strategia per allontanare gli spagnoli dalle loro terre, ma il progetto venne poi interrotto e da quel momento Clark si ritira a vita privata, vivendo in relativa povertà, isolamento e con una forte inclinazione per l'alcool.

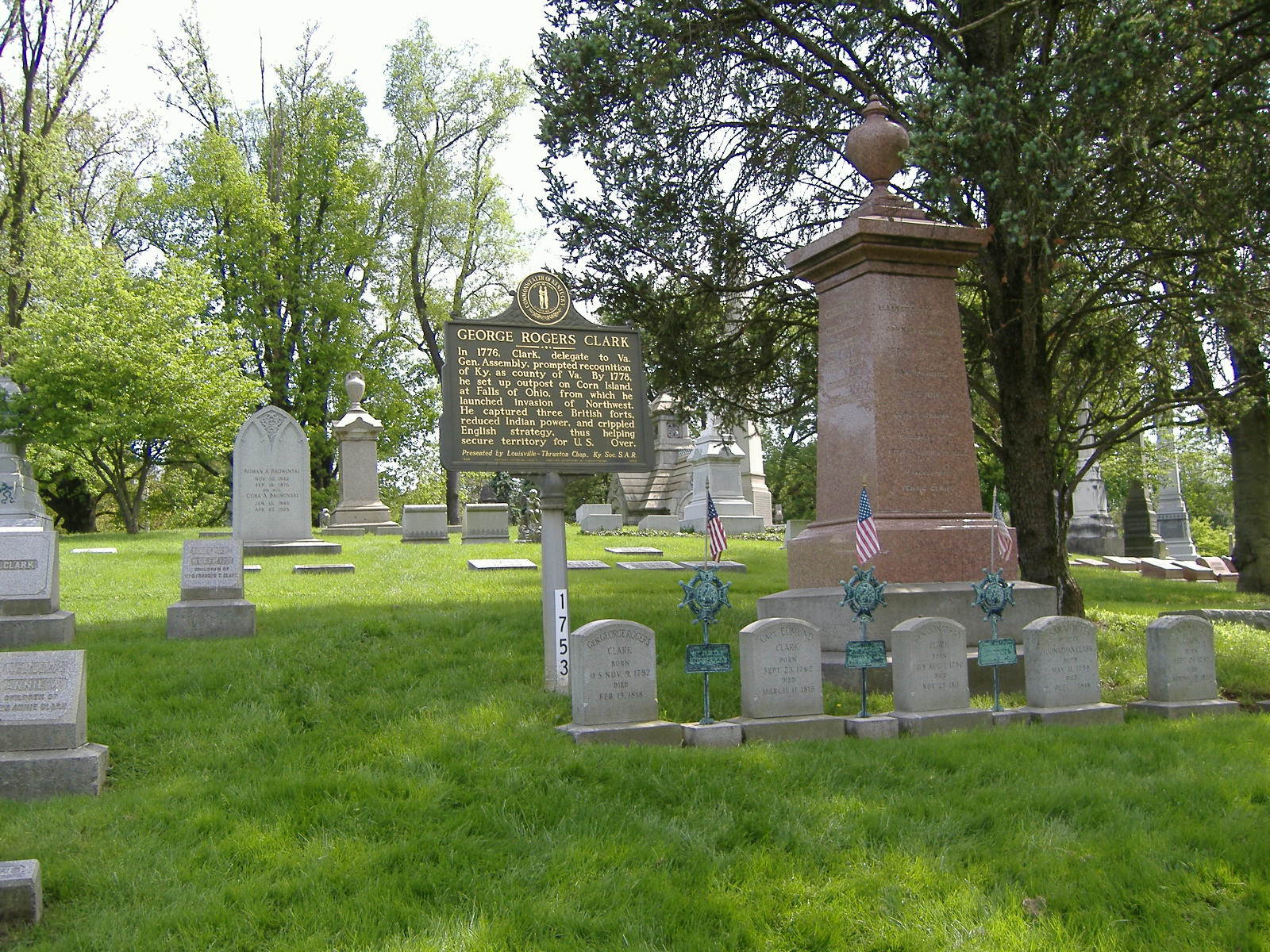
Tomba di Clark presso il cimitero di Cave Hill

Dopo essere stato colpito da diversi ictus che lo avevano lasciato paralizzato, un terzo lo colpisce nel 1818 uccidendolo.
Il generale unionista Robert Anderson era suo cugino primo.

## Al cinema
Nel 1911, venne girato Clark's Capture of Kaskaskia, un cortometraggio della Champion Film Company, che ricostruisce la conquista di Kaskaskia da parte di Clarke alla testa di 175 uomini.